# Valenictus
Valenictus (лат.) — род вымерших морских млекопитающих из семейства моржовых. Ископаемые остатки представителей рода известны из плиоцена и плейстоцена Северной Америки: США (Калифорния). Представители рода Valenictus были похожи на современного моржа и имели даже более глубоко специализированную зубную систему: у них полностью отсутствовали зубы, за исключением гипертрофированных верхних клыков (бивней).

## Классификация
По данным сайта Paleobiology Database, на ноябрь 2021 года в род включают 2 вымерших вида:
- Valenictus chulavistensis Deméré, 1994
- Valenictus imperialensis Mitchell, 1961